# Janez Pišek (cầu thủ bóng đá, sinh 1998)
Janez Pišek (sinh 4 tháng 5 năm 1998) là một cầu thủ bóng đá Slovenia thi đấu cho NK Celje.

## Sự nghiệp câu lạc bộ
Anh ra mắt chuyên nghiệp ở Slovenian PrvaLiga cho NK Celje ngày 23 tháng 5 năm 2015 trong trận đấu với ND Gorica.